# William V. McBride

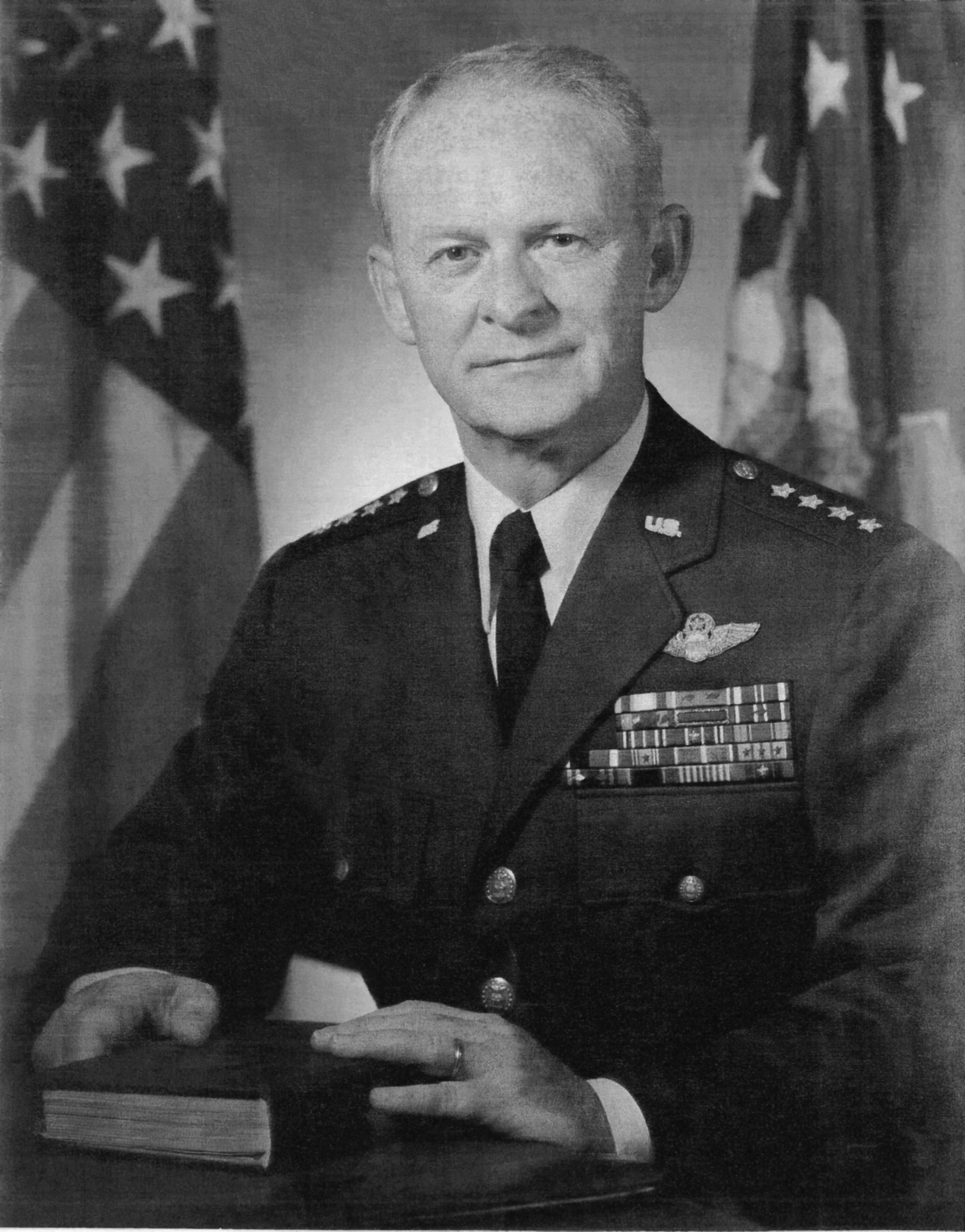
William V. McBride (1974)

William Vincent McBride (* 25. Mai 1922 in Wampum, Lawrence County, Pennsylvania; † 26. August 2022 in San Antonio, Bexar County, Texas) war ein General der United States Air Force. Er war unter anderem Vice Chief of Staff of the Air Force.
Er besuchte die öffentlichen Schulen seiner Heimat. Im Jahr 1942 trat er während des Zweiten Weltkriegs als einfacher Soldat den United States Army Air Forces bei und wurde zum Flugnavigator ausgebildet. Nach einer Offiziersausbildung gelangte er im Januar 1943 ins Offizierskorps. In der United States Army bzw. ab 1947 der Air-Force durchlief er anschließend alle Offiziersränge vom Leutnant bis zum Vier-Sterne-General.
Im Verlauf des Zweiten Weltkriegs war er mit der 387th Bombardment Group auf dem europäischen Kriegsschauplatz als Flugnavigator eingesetzt. Er war sowohl an Einsatzplanungen als auch an Einsatzmissionen beteiligt. Nach dem Krieg war er unter anderem als Ausbilder im Bereich der Flugnavigation tätig. Im Jahr 1947 wurde er in die damals als eigenständige Waffengattung neugegründete United States Air Force übernommen.
Während des Koreakriegs kommandierte McBride die Second Air Rescue Group, die auf Okinawa und den Philippinen stationiert war. Im weiteren Verlauf der 1950er Jahre kommandierte er unter anderem die Eighth Air Rescue Group auf der Stead Air Force Base in Nevada (1956–1957) und danach die 1608th Air Transport Group auf der Charleston Air Force Base in South Carolina. Diese war für militärische Transportflüge nach Afrika, Lateinamerika und den Nahen Osten zuständig.
Nach einem Studium am National War College in Fort Lesley J. McNair in Washington, D.C. wurde McBride im Juli 1960 zum Stab des Hauptquartiers der Air Force versetzt. Dort war er in den folgenden Jahren in unterschiedlichen Funktionen tätig. Im August 1966 erhielt er auf der Charleston AFB das Kommando über das 437. Transportgeschwader (437th Military Airlift Wing). Zwischen März 1969 und März 1970 gehörte er dem Stab des Military Airlift Commands an, aus dem später der Air Mobility Command hervorging. Zuletzt war er Stabschef des Air Lift Commands. Ab September 1971 bis 1972 war er in Wiesbaden in Deutschland stellvertretender Kommandeur der United States Air Forces in Europe, die kurz darauf zur Ramstein Air Base verlegt wurde.
Als Nächstes übernahm William McBride das Kommando über das Air Training Command und danach ab September 1974 über das Air Force Logistics Command. Am 19. August 1975 wurde er als Nachfolger von Richard H. Ellis neuer Vice Chief of Staff of the Air Force. Dieses Amt bekleidete er bis zum 31. März 1978, als er von Lew Allen, Jr. abgelöst wurde. Anschließend schied er aus dem aktiven Militärdienst aus.
Nach seiner Pensionierung zog William McBride mit seiner Familie nach San Antonio in Texas. Zwischen 1982 und 1987 leitete er die dortige Handelskammer (President of the Greater San Antonio Chamber of Commerce). Außerdem war er unter anderem in führenden Positionen im Bank- und Versicherungswesen und bei verschiedenen Stiftungen tätig. Er starb am 26. August 2022 und wurde auf dem Fort Sam Houston National Cemetery beigesetzt.

## Daten der Beförderungen
| Abzeichen | Rang               | Jahr              |
| --------- | ------------------ | ----------------- |
|           | Second Lieutenant  | 30. Januar 1943   |
|           | First Lieutenant   | 13. Dezember 1943 |
|           | Captain            | 10. Juni 1944     |
|           | Major              | 16. Mai 1945      |
|           | Lieutenant Colonel | 20. Februar 1951  |
|           | Colonel            | 15. Juni 1954     |
|           | Brigadier General  | 30. November 1965 |
|           | Major General      | 1. März 1969      |
|           | Lieutenant General | 1. September 1971 |
|           | General            | 1. September 1974 |

## Orden und Auszeichnungen
William McBride erhielt im Lauf seiner militärischen Laufbahn unter anderem folgende Auszeichnungen:
- Air Force Distinguished Service Medal
- Legion of Merit
- Distinguished Flying Cross
- Air Medal
- Presidential Unit Citation
- Air Force Outstanding Unit Award
- Kriegskreuz (Frankreich)